# Sam of Yemen
El Sam of Yemen fue un buque de carga tipo Ro-Ro, anteriormente barco de desembarco amplio del proyecto 775 soviético (designación OTAN: Clase Ropucha). Fue construido en 1979 en el astillero Remontowa de Gdansk, entró en servicio en la Armada Soviética donde sirvió brevemente con asignación a la Flota del Pacífico, pero el mismo año de 1979 fue cedido a la armada de la República Democrática Popular de Yemen. En 2002, la República Árabe de Yemen decomisó y desmilitarizó el buque de asalto anfibio para transformarlo en buque de carga que se utilizó hasta su hundimiento en 2018.

## Diseño
El barco fue construido en 1979 en el Astillero Remontowa, también conocido como Astillero del Norte, en Gdansk, entonces parte de la República Popular de Polonia, como uno de los buques de la clase de grandes barcos de desembarco del proyecto 775 diseñados en Polonia y construidos para la URSS. En el código de la OTAN, este tipo fue designado como Ropucha. Tenía asignado el astillero número 19 como parte de las unidades del proyecto 775 (775/19).
Los barcos de desembarco pertenecientes al proyecto 775 tienen una bodega de carga horizontal, accesible a través de una rampa de proa y popa, de 95 m de largo, de 4,5 a 6,5 m de ancho y 4,5 m de alto. En proa, se abre una puerta y baja una rampa; los barcos pueden atracar en las playas para descargar. Las unidades de la clase pueden transportar hasta 10 o 13 carros de combate o vehículos blindados de transporte de tropas o 20 camiones y en ambas variantes 150 soldados. La tripulación está formada por 87 marineros, incluidos 8 oficiales.
El desplazamiento sin carga del barco es de 2 900 toneladas (a veces se da como estándar) y el desplazamiento total es de 4 400 toneladas. La eslora total es de 112,5 m, en la línea de flotación es de 105 m, la manga es de 15 m y el calado máximo es de 3,17 m.
El armamento de artillería de los barcos del proyecto 775-II consta de cuatro cañones universales de 57 mm en dos torretas AK-725 de dos cañones, colocadas delante y detrás de la superestructura y guiadas por el radar de artillería Bars. El suministro de munición es de 2.200 cartuchos de 57 mm. Además, para la autodefensa, disponen de dos lanzadores cuádruples de misiles antiaéreos guiados por infrarrojos Strela-3 de muy corto alcance, con una reserva de 32 misiles.
El equipo radioelectrónico de las unidades del Proyecto 775-II incluye la estación de radar de detección de aire y superficie Rubka MR-302 y un radar de navegación. El radar Bars, situado en una columna detrás de las chimeneas de popa, se utiliza para dirigir el fuego de artillería. Los barcos también están equipados con dos lanzadores de objetivos ficticios PK-16 de 82 mm y dieciséis rieles utilizados para la guerra electrónica.
La propulsión consta de dos motores diésel 16 ZVB 40/48 con una potencia total de 19 200 CVs, moviendo dos hélices. La velocidad máxima es 17,5 nudos. El alcance es de 3500 nm a una velocidad de 16 wi y de 6000 nm a una velocidad de 12,5 wi.

## Historial
El barco entró en servicio en la Armada Soviética el 27 de febrero de 1979. Recibió sólo una designación alfanumérica: BDK-119 (БДК-119), siendo «BDK» la designación de todos los buques de desembarco soviéticos (Большой Десантный Корабль, Bolshoi Diesantnyj Korabl).
Aunque inicialmente estaba previsto su incorporación a la Flota del Pacífico, el buque fue inmediatamente cedido a la armada de la República Democrática Popular de Yemen (Yemen del Sur), que se encontraba en un momento de gran tensión con su vecino del Norte, la República Árabe de Yemen, donde el respaldo de la R. D. P. de Yemen a guerrillas comunistas había frustrado las negociaciones para la unificación yemení y habían llevado a los dos estados a una situación prebélica, en la que, de hecho, hubo ciertos enfrentamientos entre el 24 de febrero y el 19 de marzo de 1979.
Finalmente, la intervención de la Liga Árabe evitó el estallido de un conflicto a mayor escala, que no llegaría entre ambos estados hasta 1994, 4 años más tarde de la formación de la República de Yemen en la que supuestamente se habían unificado ambas naciones.

### Desmilitarización
Con el comienzo del siglo XXI, Yemen tenía muchos problemas para impedir la entrada de droga al país por rutas marinas, para lo cual necesitaba buques más pequeños y rápidos que vigilasen sus costas. Como Yemen contaba con otros tres buques de desembarco clase Polnocny (la clase predecesora de los Ropucha), decidió ahorrarse el mantenimiento del BDK-119 y desmilitarizar el buque para poder usarlo como buque de carga de la compañía pública Yemen Economic Shipping Line.
En 2002 se llevaron a cabo los trabajos de desmilitarización del buque y se cambió el nombre del buque por el de Sam of Yemen, con Adén como su nuevo puerto de registro.
De 2002 a 2018 el buque de carga tipo Ro-Ro sirvió a la compañía naviera pública yemení hasta su hundimiento el 1 de febrero de 2018 por bajo mantenimiento.